# つぐみのひげの王さま
つぐみのひげの王さま（つぐみのひげのおうさま、König Drosselbart、KHM52）はグリム童話のひとつ。

## あらすじ
ある王国の王女は大変美しかったが、気位が高くて傲慢だった。王さまが彼女の婿候補を呼んで城で晩餐会を催したときも、彼女は高貴な男性たちに平然と、「樽みたいに太っている」とか「死神みたいに痩せている」と毒舌ぶりを発揮するばかりで、ある国の王子の顎が少しとがっているのを見て、「あの人の顎はつぐみみたい。つぐみのひげの王さまね」とあだ名をつけて笑う始末。
そんな王女の無礼な態度に怒り心頭に発した王さまが、「今から最初に城にやってきた男性にお前を嫁にやる」と宣言。そこへちょうど通りかかったのが物乞いで、王さまは宣言した通り、王女を嫁にやって城から追い払ってしまう。
愕然とする王女は物乞いと二人、森や都を歩きつづけるが、すべてつぐみのひげの王さまの領土と彼から教えられて、なぜあんな馬鹿なことを言ってしまったのか激しく後悔する。やがて物乞いの家にたどりつき、食事を作るように王女は言われるが、生まれてこのかた家事などしたことがなく、彼女は見事に失敗してしまう。呆れた物乞いからそれなら籠を編んで売ってこいと言われるも、彼女はまったく籠が編めない。役立たずとののしりながらも彼は市場で仕入れた瀬戸物を売ってこいと言われ、王女は市場に向かう。
市場で瀬戸物は王女の美貌のせいか売れに売れて、物乞いは喜んで再び仕入れて市場で売ってくるように言われたが、市場で騎兵の乗った馬に瀬戸物を粉砕されてしまう。泣きじゃくる王女に彼は今度は城の女中になって働けと言い、彼女は城で料理人の作った食事を運ぶ仕事を与えられ、残飯をもらってそれを食事とする日々が続いた。
そんなある日、城で晩餐会が催され、王女がカーテンの隙間から覗いていると、あのつぐみのひげの王さまが彼女を見つけ、ダンスに誘う。王女は両脇に壷をぶら下げているので、踊るたびに壷から持って帰るはずの残飯が飛び出し、周囲の者は大笑いする。顔から火が出る思いで彼女はその場から立ち去ろうとするが、つぐみのひげの王さまが手をにぎったまま離さず、こうささやいた。
「実はあの物乞いも騎兵もすべて私だったのだよ。あらためて私と結婚してほしい」
もう王女は以前の気位の高い女性ではなく、過去のあやまちを悔いて詫びるばかりで、彼からのプロポーズをめっそうもないと拒みつづけたが、彼の熱意に負けてようやく承諾した。すると周囲から割れんばかりの拍手が起こった。